# The Province
The Province – kanadyjski dziennik. Należy do gazet typu tabloid. Jego pierwszy numer ukazał się w 1898 roku.
Wydawcą czasopisma jest Pacific Newspaper Group (dywizja firmy Postmedia Network).